# Faller Gusztáv (bányamérnök, 1892–1968)
Faller Gusztáv (Hegybánya, 1892. február 23. – Vác/Budapest, 1968. július 22.) bányamérnök, földgázkutató.

## Életpályája
Szülei: Faller Károly kohómérnök (1857–1913) és Pancaldi Irma voltak. 1914-ben diplomázott a selmecbányai Bánya- és Kohómérnöki Főiskola hallgatójaként. 1915–1918 között katonaként vett részt az első világháborúban. 1919–1922 között a Nagyalföldi Magyar Királyi Bányászati Kutató Intézetnél dolgozott mint üzemi mérnök; 1922–1938 között hivatalvezetőként a földgázkutató mélyfúrásokat irányította. 1938–1945 között az Ipari Minisztérium Bányászati Ügyosztályán a bükkszéki olajbányászat, valamint a mezőkövesdi és a kőrösmezői olajkutatás referense volt. 1945 után az Iparügyi Minisztérium egyik megszervezője volt 1948-ig. 1948–1949 között a bányászati osztály vezetőjeként dolgozott. 1949-ben a Nehézipari Minisztérium főelőadója volt. 1949–1951 között a Bányászati Kutatási és Mélyfúrási Nemzeti Vállalat osztályvezetője lett. 1951–1953 között a Mélyfúró Ipari Tröszt osztályvezetője, ahol a komlói szénfúrásokat irányította. 1953–1958 között a Mélyfúró Kutató Laboratórium fejlesztési osztályvezetője volt. 1958-ban nyugdíjba vonult.

### Munkássága
Ő vezette a Pávai-Vajna Ferenc által kitűzött két hajdúszoboszlói mélyfúrást 1924–1930 között; az utóbbi volt Európában az akkori egyik legmélyebb fúrás, amelynek eredménye a 78 °C-os jódos-sós víz. 1929–1934 között végzett két debreceni mélyfúrást is, amelyek eredménye a 63-65 °C-os jódos-sós víz. Ezek mellett még jó néhány mélyfúrás irányítása fűződött a nevéhez, amellyel számos hazai gyógy- és melegfürdő kialakítását tette lehetővé. Érdemei elismeréséül a Nemzetközi Mélyfúrási Egyesület dísztagjává választották. 1947 után szaktudását kevéssé tudta kamatoztatni, az ipar vezetői a kőolajkitermeléssel kapcsolatos tanácsaira már nemigen hallgattak.
Sírja a Farkasréti temetőben található (621-439 fülke).

## Művei
- Faller Gusztáv-Kun Béla-Zsámboki László (szerk.): A magyar bányászat évezredes története. 1-4. kötet. Budapest, 1997-2010.